# Coursetia
Coursetia es un gran género de hierbas perennes y arbustos perteneciente a la familia Fabaceae. Son nativos de América. Comprende 20 especies descritas y de estas, solo 4 aceptadas.

## Descripción
Son árboles, arbustos o hierbas perennes, raramente anuales; tallos erectos a escandentes, raramente postrados. Hojas imparipinnadas; folíolos opuestos, angosta a ampliamente elípticos, frecuentemente más grandes distalmente, estipelas presentes (en Nicaragua) o ausentes; estípulas pequeñas y efímeras a subuladas y persistentes. Inflorescencias racimos axilares, pedicelos rectos o deflexos en la antesis, brácteas florales caducas a persistentes, flores ebracteoladas; hipanto bien desarrollado, cáliz con 5 lobos subiguales; pétalos blanquecinos a amarillentos, frecuentemente matizados de rojizo, quilla con ápice agudo; estambres 10, diadelfos a pseudomonadelfos, el vexilar libre al menos en la base; ovario 13–30-ovulado, estilo con un cepillo de polen latrorso. Legumbres septadas, con márgenes sinuosos o paralelos; semillas uniformemente cafés o moteadas.

## Taxonomía
El género fue descrito por Augustin Pyrame de Candolle y publicado en Annales des Sciences Naturelles (Paris) 4(1): 92. 1825. La especie tipo es: Coursetia tomentosa DC. 

## Especies aceptadas
A continuación se brinda un listado de las especies del género Coursetia aceptadas hasta julio de 2014, ordenadas alfabéticamente. Para cada una se indica el nombre binomial seguido del autor, abreviado según las convenciones y usos. 
| - Coursetia andina - Coursetia apantensis - Coursetia axillaris J.M.Coult. & Rose - Coursetia barrancana - Coursetia brachyrachis Harms - Coursetia cajamarcana - Coursetia caribaea (Jacq.) Lavin – Anil Falso - Coursetia chiapensis - Coursetia dubia (Kunth) DC. - Coursetia elliptica - Coursetia ferruginea (Kunth) Lavin - Coursetia fruticosa - Coursetia glabella (A.Gray) Lavin - Coursetia glandulosa A.Gray - Coursetia gracilis Lavin - Coursetia grandiflora - Coursetia guatemalensis - Coursetia hassleri - Coursetia heterantha | - Coursetia hidalgoana - Coursetia hintonii - Coursetia hypoleuca (Speg.) Lavin - Coursetia insomniifolia - Coursetia intermontana - Coursetia madrensis - Coursetia maraniona - Coursetia mollis - Coursetia oaxacensis - Coursetia orbicularis - Coursetia paniculata - Coursetia paucifoliolata - Coursetia planipetiolata - Coursetia polyphylla - Coursetia pumila - Coursetia robinioides - Coursetia rostrata - Coursetia tumbezensis - Coursetia vicioides - Coursetia weberbaueri |